# Tour par minute
« Revolutions per minute » redirige ici.  Pour l'album du groupe Rise Against, voir  Revolutions per Minute (album).
Pour les articles homonymes, voir RPM et TPM.

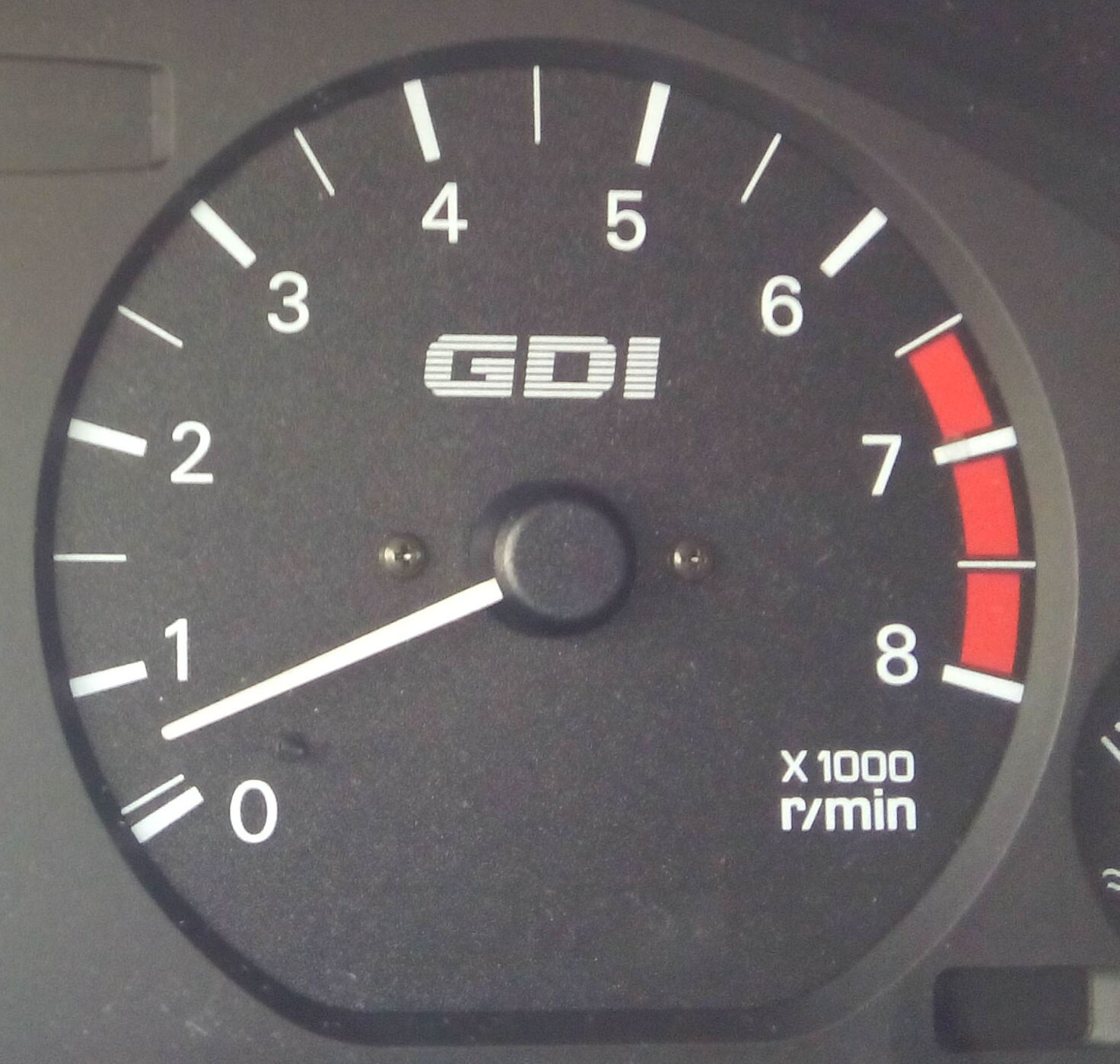
Le compte-tours d'une Mitsubishi Carisma allant de 0 à 8000 tr/min.

Le tour par minute (symbole tr/min ou tr min−1) est une unité pour mesurer une vitesse de rotation.
L'unité de référence utilisée par le Système international d'unités (SI) pour mesurer les vitesses de rotation est le radian par seconde (symbole rad/s ou rad s−1).

## Autres symboles
- En anglais : revolution per minute, rotation per minute, ou rpm, voire RPM[2], d'où r/min, rev/min.
- On trouve dans des ouvrages anciens : tr/mn[3], tpm.
- tr⋅min−1, min−1, /min.

## Conversions
- Dans le SI, la fréquence est exprimée en hertz (symbole Hz).

{\displaystyle 1\;{\rm {tr/min}}={\frac {1}{60}}\,\mathrm {H} z}
- L'unité internationale de la vitesse angulaire est le radian par seconde (symbole rad s−1 ou rad/s).

{\displaystyle 1\;{\rm {tr/min}}=1\times 2\pi \;{\rm {rad\;min}}^{-1}=1\times {\frac {2\pi }{60}}\;{\rm {rad\;s}}^{-1}\approx 0{,}104\;719\;755\;{\rm {rad\;s}}^{-1}}
- Pour convertir en termes d'accélération radiale ACR (g), on utilise pour la centrifugeuse la formule :

{\displaystyle ACR\;(g)={\frac {\omega ^{2}r}{g}}={\frac {\left({\frac {2\pi }{60}}\right)^{2}}{9{,}806\,65}}\times N^{2}\times r\approx 11{,}18\times 10^{-6}\times N^{2}\;({\rm {tr/min}})\times r\;({\rm {cm}})}
{\displaystyle r} est le rayon horizontal effectif depuis le centre du rotor jusqu'au bout inférieur du tube (cm), {\displaystyle N} est la vitesse de rotation (tr/min).
Une centrifugeuse d'un rayon effectif de 26 cm tourne à une vitesse de 1 100 tr/min afin d’obtenir l’accélération de centrifugation relative de 352 g.